# Іскра (платформа)
Íскра (Платфо́рма 1101 км) — пасажирський залізничний зупинний пункт Запорізької дирекції Придніпровської залізниці на електрифікованій лінії Синельникове I — Запоріжжя I між станцією Запоріжжя-Вантажне (4 км) та зупинним пунктом Мотор (1,8 км). Розташований у Шевченківському районі міста Запоріжжя між вулицями Магістральною та Чарівною.

## Пасажирське сполучення
На платформі Іскра зупиняються приміські електропоїзди напрямку Запоріжжя I — Синельникове I / Дніпро.

## Галерея

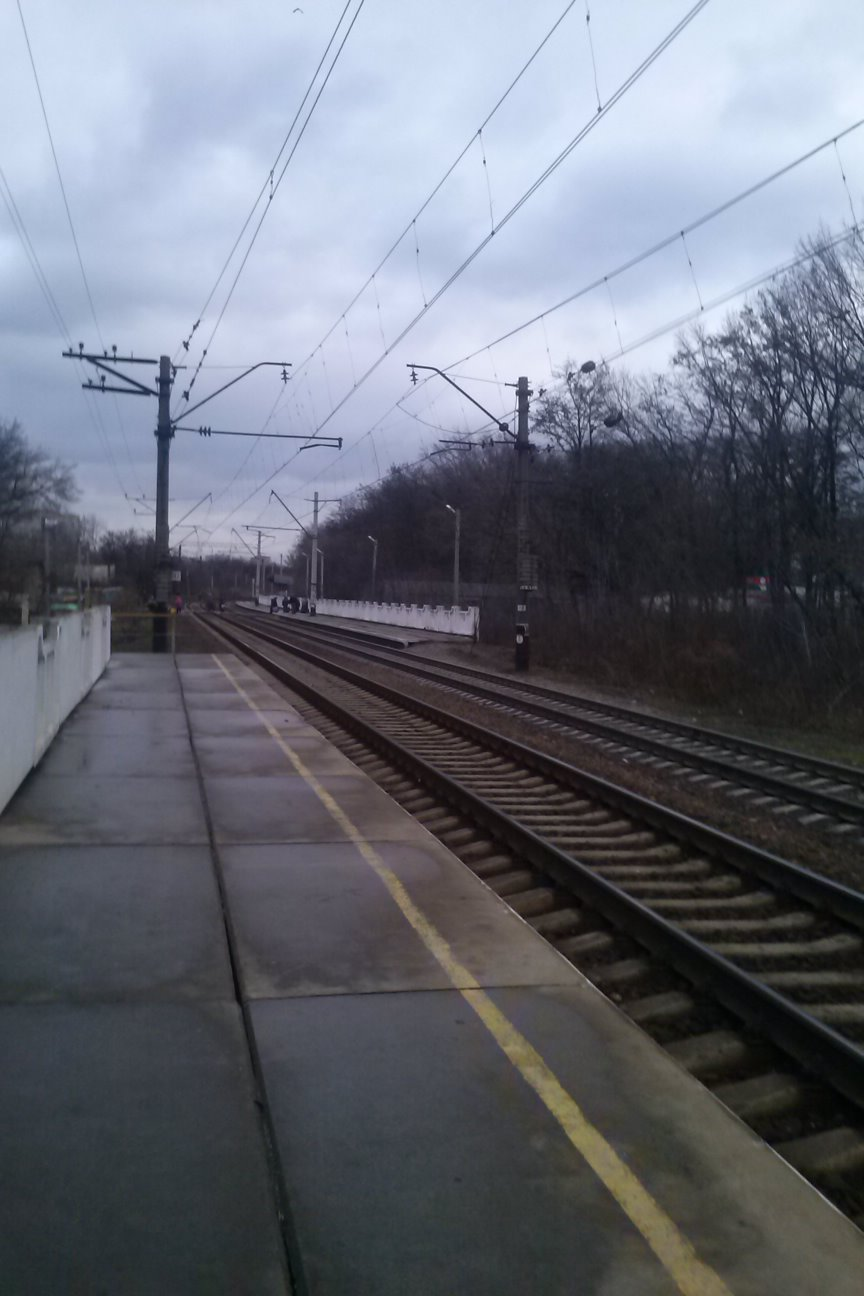
Вигляд у напрямку станції Запоріжжя-Вантажне
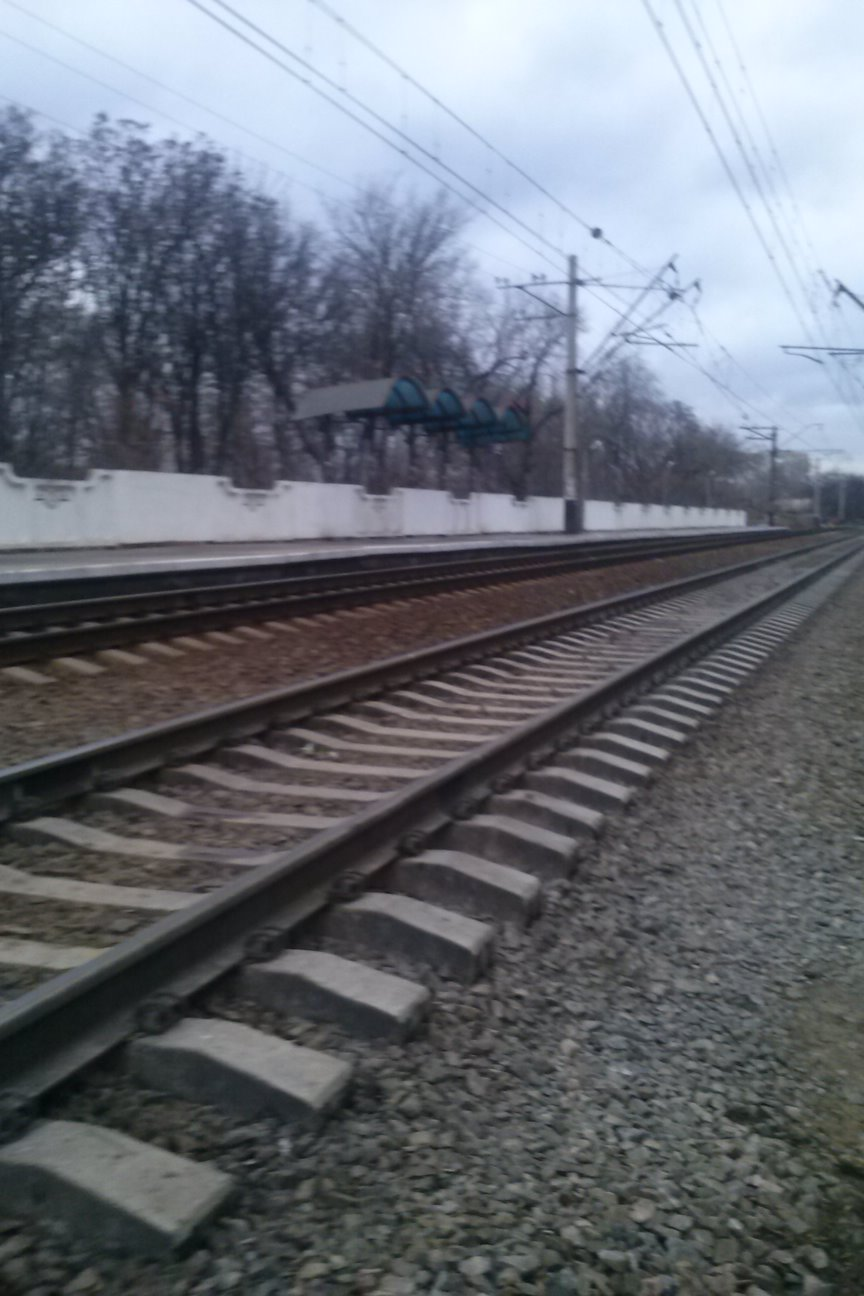
Платформа Іскра
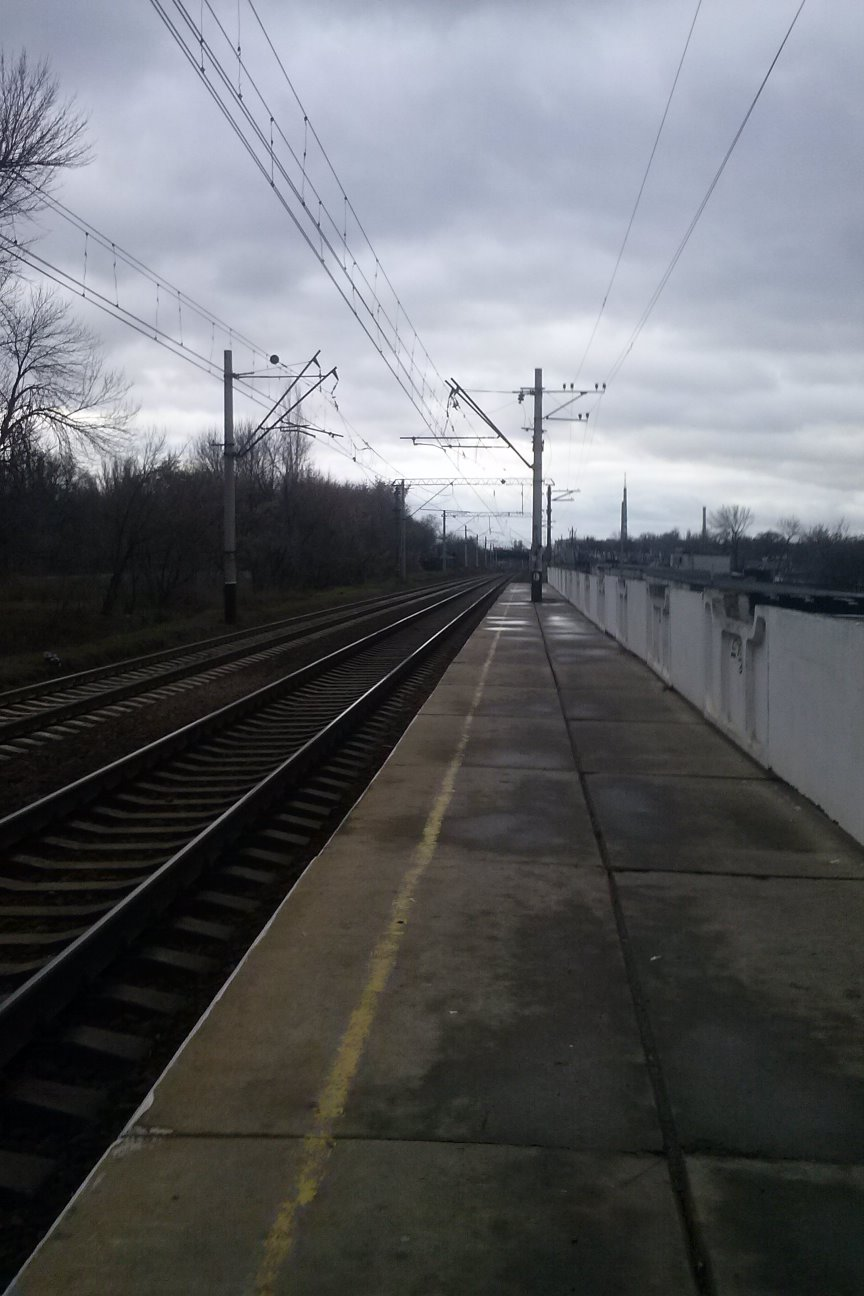
Вигляд у напрямку станції Запоріжжя I